# بلوكسوم (فرجينيا)
بلوكسوم (بالإنجليزية: Bloxom town, Virginia)‏ هي بلدة تقع بولاية فرجينيا في الولايات المتحدة. تبلغ مساحتها 0.86 كم2، وترتفع عن سطح البحر 7 م، بلغ عدد سكانها 387 نسمة في عام 2010 حسب إحصاء مكتب تعداد الولايات المتحدة وتصل الكثافة السكانية فيها 450 نسمة لكل كيلومتر مربع (1,165.5/ميل2).

## التركيبة السكانية
حدّد مكتب تعداد الولايات المتحدة بيانات التركيبة السكانية لبلوكسوم في تعداد الولايات المتحدة. في ما يلي، التركيبة السكانية حسب تعدادي 2000 و2010.

### تعداد عام 2000
بلغ عدد سكان بلوكسوم 395 نسمة بحسب تعداد عام 2000، وبلغ عدد الأسر 160 أسرة وعدد العائلات 99 عائلة مقيمة في البلدة. في حين سجلت الكثافة السكانية 459.3 نسمة لكل كيلومتر مربع (1,189.6/ميل2). وبلغ عدد الوحدات السكنية 175 وحدة بمتوسط كثافة قدره 203.5 لكل كيلومتر مربع (527.1/ميل2).
وتوزع التركيب العرقي للبلدة بنسبة 81.27% من البيض و6.58% من الأمريكيين الأفارقة و0.51% من الأمريكيين الأصليين و10.13% من الأعراق الأخرى و1.52% من عرقين مختلطين أو أكثر و14.18% من الهسبانيون أو اللاتينيون من أي عرق.
بلغ عدد الأسر 160 أسرة كانت نسبة 29.4% منها لديها أطفال تحت سن الثامنة عشر تعيش معهم، وبلغت نسبة الأزواج القاطنين مع بعضهم البعض 43.8% من أصل المجموع الكلي للأسر، ونسبة 13.1% من الأسر كان لديها معيلات من الإناث دون وجود شريك، بينما كانت نسبة 5% من الأسر لديها معيلون من الذكور دون وجود شريكة وكانت نسبة 38.1% من غير العائلات. تألفت نسبة 30.6% من أصل جميع الأسر من عدة أفراد يعيشون في نفس المنزل ونسبة 9.4% كانت تتألف من شخص يعيش بمفرده يبلغ من العمر 65 عاماً أو أكثر. وبلغ متوسط حجم الأسرة المعيشية 2.47، أما متوسط حجم العائلات فبلغ 2.94.
بلغ العمر الوسطي للسكان 37.8 عاماً. وكانت نسبة 21.8% من القاطنين تحت سن الثامنة عشر، وكانت نسبة 12.2% بين الثامنة عشر والرابعة والعشرين عاماً، ونسبة 24.3% كانت واقعةً في الفئة العمرية ما بين الخامسة والعشرين والرابعة والأربعين عاماً، ونسبة 27.1% كانت ما بين الخامسة والأربعين والرابعة والستين، ونسبة 14.7% كانت ضمن فئة الخامسة والستين عاماً فما فوق. يوجد لكل 100 أنثى 98.5 ذكر، ويوجد لكل 100 أنثى في الثامنة عشر من عمرها فما فوق 99.4 ذكر.
بلغ متوسط دخل الأسرة في البلدة 25,000 دولارًا، أما متوسط دخل العائلة فبلغ 33,125 دولارًا. وكان متوسط دخل الذكور 23,750 دولارًا مقابل 15,625 دولارًا للإناث. وسجل دخل الفرد الخاص بالبلدة 13,337 دولارًا. وكانت نسبة 15.4% من العائلات ونسبة 14.4% من السكان تحت خط الفقر، وكان من هؤلاء نسبة 23.2% تحت سن الثامنة عشر ونسبة 16.4% في الخامسة والستين من العمر وما فوق.

### تعداد عام 2010
بلغ عدد سكان بلوكسوم 387 نسمة بحسب تعداد عام 2010، وبلغ عدد الأسر 156 أسرة وعدد العائلات 99 عائلة مقيمة في البلدة. في حين سجلت الكثافة السكانية 450 نسمة لكل كيلومتر مربع (1,165.5/ميل2). وبلغ عدد الوحدات السكنية 184 وحدة بمتوسط كثافة قدره 214 لكل كيلومتر مربع (554.3/ميل2).
وتوزع التركيب العرقي للبلدة بنسبة 76.74% من البيض و12.92% من الأمريكيين الأفارقة و0.26% من الأمريكيين الأصليين و8.79% من الأعراق الأخرى و1.29% من عرقين مختلطين أو أكثر و10.85% من الهسبانيون أو اللاتينيون من أي عرق.
بلغ عدد الأسر 156 أسرة كانت نسبة 35.3% منها لديها أطفال تحت سن الثامنة عشر تعيش معهم، وبلغت نسبة الأزواج القاطنين مع بعضهم البعض 45.5% من أصل المجموع الكلي للأسر، ونسبة 10.3% من الأسر كان لديها معيلات من الإناث دون وجود شريك، بينما كانت نسبة 7.7% من الأسر لديها معيلون من الذكور دون وجود شريكة وكانت نسبة 36.5% من غير العائلات. تألفت نسبة 30.8% من أصل جميع الأسر من عدة أفراد يعيشون في نفس المنزل ونسبة 15.4% كانت تتألف من شخص يعيش بمفرده يبلغ من العمر 65 عاماً أو أكثر. وبلغ متوسط حجم الأسرة المعيشية 2.48، أما متوسط حجم العائلات فبلغ 3.06.
بلغ العمر الوسطي للسكان 36.4 عاماً. وكانت نسبة 28.4% من القاطنين تحت سن الثامنة عشر، وكانت نسبة 7% بين الثامنة عشر والرابعة والعشرين عاماً، ونسبة 23% كانت واقعةً في الفئة العمرية ما بين الخامسة والعشرين والرابعة والأربعين عاماً، ونسبة 23.3% كانت ما بين الخامسة والأربعين والرابعة والستين، ونسبة 18.3% كانت ضمن فئة الخامسة والستين عاماً فما فوق. وتوزع التركيب الجنسي للسكان بنسبة 50.1% ذكور و49.9% إناث.